# Harvard Library
La Harvard Library è l'organizzazione ombrello per le biblioteche e i servizi dell'Università di Harvard. È il sistema bibliotecario più antico degli Stati Uniti e sia la più grande biblioteca accademica che la più grande biblioteca privata del mondo. La sua collezione contiene oltre 20 milioni di volumi, 400 milioni di manoscritti, 10 milioni di fotografie e un milione di mappe.
La Harvard Library detiene la terza più grande collezione di tutte le biblioteche della nazione dopo la Biblioteca del Congresso (Library of Congress) e la Boston Public Library. In base al numero di articoli conservati, è la quinta biblioteca più grande degli Stati Uniti. La Harvard Library è membro del Research Collections and Preservation Consortium (ReCAP); altri membri includono la Columbia University Libraries, la Princeton University Library, la New York Public Library e la Ivy Plus Libraries Confederation, mettendo a disposizione degli utenti della biblioteca oltre 90 milioni di libri.
La biblioteca è aperta agli attuali affiliati di Harvard e alcuni eventi e spazi sono aperti al pubblico. L'edificio più grande e riconosciuto nel sistema bibliotecario di Harvard è la Widener Library ad Harvard Yard.